# Маяки України
Стаття містить  перелік маяків України.

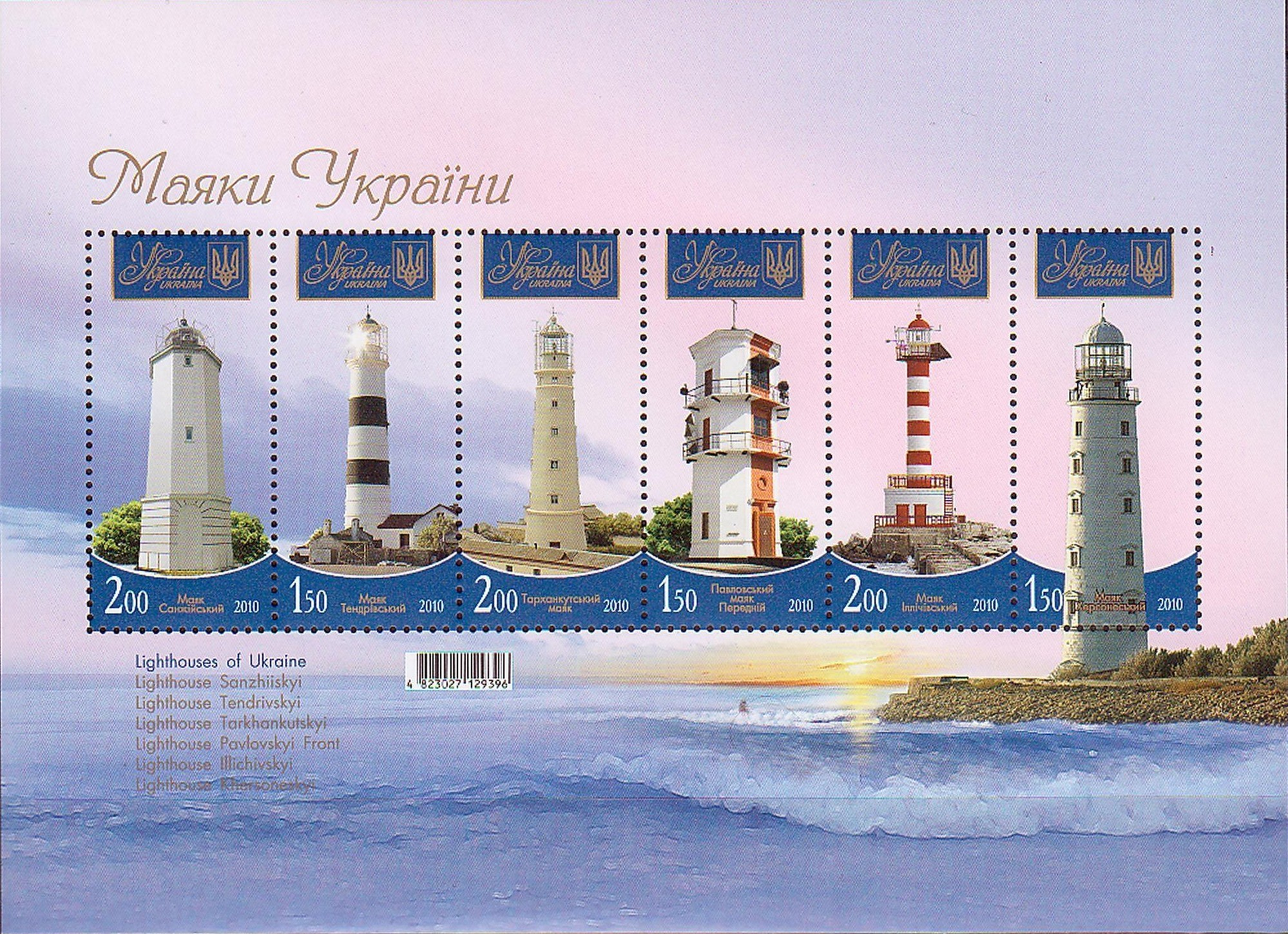
Блок «Маяки України» із 6 марок «Санжійський маяк», «Тендрівський маяк»,
«Тарханкутський маяк», «Павловський маяк передній», «Іллічівський маяк», «Херсонеський маяк» (2010 рік)

## Історія
|                                 |  |  |
| Пам'ятна монета "Маяки України" |  |  |

В Україні налічується щонайменше 60 маяків. Найдавніші маяки були збудовані ще у 1 половині ХІХ століття. Маяки знаходяться на берегах Чорного та Азовського морів, також Керченської протоки.
У вересні 2019-го року міністр інфраструктури України зробив заяву, що 4 маяки стануть відкритими для відвідування туристів. Це будуть: Воронцовський маяк в Одесі, Сіверсів Передній маяк у Миколаєві, Генічеський та Станіслав-Аджигольський Задній маяки у Херсонській області.
22 липня 2021 року Національний банк України випустив пам'ятну монету "Маяки України" на якій зображено такі маяки Станіслав-/Аджигольський задній, Зміїний, Євпаторійський, Меганомський, Іллінський, Бирючий.

## Маяки

### Одеський район
| Назва                           | Зображення | Водойма    | Місце розташування                      | Рік відкриття | ARLHS код | Примітки |
| ------------------------------- | ---------- | ---------- | --------------------------------------- | ------------- | --------- | -------- |
| Маяк острова Зміїний            |            | Чорне море | Острів Зміїний, Одеська область         | 1843          | UKR-050   |          |
| Дністровсько-Цареградський маяк |            | Чорне море | Білгород-Дністровський, Одеська область | 1851          |           |          |
| Санжійський маяк                |            | Чорне море | Санжійка, Одеська область               | 1921          | UKR-028   |          |
| Маяк Шагани                     |            | Чорне море | Приморське, Одеська область             | 1944          |           |          |
| Маяк Будаки                     |            | Чорне море | Курортне, Одеська область               | 1851          | UKR-084   |          |
| Чорноморський маяк              |            | Чорне море | Чорноморськ, Одеська область            | 1965          | UKR-020   |          |
| Одеський маяк                   |            | Чорне море | Одеса                                   | 1827          |           |          |
| Воронцовський маяк              |            | Чорне море | Одеса                                   | 1845          | UKR-033   |          |
| Лузанівський маяк               |            | Чорне море | Ліски, Одеська область                  | 1972          | UKR-057   |          |
| Григорівський маяк              |            | Чорне море | Григорівка, Одеська область             | 1986          | UKR-045   |          |
| Маяк Карабуш                    |            | Чорне море | Морське, Миколаївська область           | 1983          | UKR-011   |          |

### Миколаївський район
| Назва                       | Зображення | Водойма                   | Місце розташування                         | Рік  | ARLHS код | Примітки |
| --------------------------- | ---------- | ------------------------- | ------------------------------------------ | ---- | --------- | -------- |
| Передній Сіверсів маяк      |            | Південний Буг             | Миколаїв                                   | 1866 | UKR-129   |          |
| Задній Сіверсів маяк        |            | Південний Буг             | Миколаїв                                   | 1866 | UKR-118   |          |
| Дніпро-Лиманський передній  |            | Дніпровсько-Бузький лиман | острів Первомайський, Миколаївська область | 1884 | UKR-121   |          |
| Дніпро-Лиманський задній    |            | Дніпровсько-Бузький лиман | острів Первомайський, Миколаївська область | 1884 | UKR-122   |          |
| Маяк Каталине передній      |            | Дніпровсько-Бузький лиман | Каталине, Миколаївська область             |      | UKR-124   |          |
| Маяк Каталине задній        |            | Дніпровсько-Бузький лиман | Каталине, Миколаївська область             | 1915 | UKR-123   |          |
| Аджигольський маяк          |            | Дніпровсько-Бузький лиман | Кінбурнська коса, Миколаївська область     | 1866 | UKR-102   |          |
| Станіславський маяк         |            | Дніпровсько-Бузький лиман | на воді, Херсонська область                | 1911 | UKR-052   |          |
| Аджигольський маяк          |            | Дніпровсько-Бузький лиман | на воді, Херсонська область                | 1911 | UKR-042   |          |
| Вікторівський передній маяк |            | Дніпровсько-Бузький лиман | Чорноморка, Миколаївська область           | 1856 | UKR-040   |          |
| Вікторівський задній маяк   |            | Дніпровсько-Бузький лиман | Вікторівка, Миколаївська область           | 1856 | UKR-037   |          |
| Лупарівський передній маяк  |            | Дніпровсько-Бузький лиман | Лупареве, Миколаївська область             | 1862 | UKR-112   |          |
| Кисляківський задній маяк   |            | Дніпровсько-Бузький лиман | Лупареве, Миколаївська область             | 1862 | UKR-114   |          |
| Хаблівський передній маяк   |            | Дніпровсько-Бузький лиман | Миколаївська область                       | 1902 | UKR-046   |          |
| Хаблівський задній маяк     |            | Дніпровсько-Бузький лиман | Херсонська область                         | 1902 | UKR-048   |          |
| Руський задній маяк         |            | Дніпровсько-Бузький лиман | Руська коса, Миколаївська область          | 1862 | UKR-113   |          |
| Тендрівський маяк           |            | Чорне море                | Тендрівська коса, Херсонська область       | 1827 | UKR-043   |          |
| Очаківський передній маяк   |            | Дніпровсько-Бузький лиман | Очаків, Миколаївська область               | 1826 |           |          |
| Очаківський задній маяк     |            | Дніпровсько-Бузький лиман | Очаків, Миколаївська область               | 1826 |           |          |

### Севастопольський район
| Назва                                  | Назва | Водойма    | Місце розташування                    | Рік                     | ARLHS код | Примітки |
| -------------------------------------- | ----- | ---------- | ------------------------------------- | ----------------------- | --------- | -------- |
| Тарханкутський маяк                    |       | Чорне море | Маяк, Автономна Республіка Крим       | 1817                    | UKR-016   |          |
| Євпаторійський маяк                    |       | Чорне море | Євпаторія, Автономна Республіка Крим  | 1861                    | UKR-017   |          |
| Солодунова маяк                        |       | Чорне море | Прибережне, Автономна Республіка Крим | 1986                    | UKR-051   |          |
| Карантинний маяк                       |       | Чорне море | Євпаторія, Автономна Республіка Крим  | 1897                    | UKR-066   |          |
| Костянтинівський вхідний передній маяк |       | Чорне море | Севастополь                           | 1987                    | UKR-070   |          |
| Інкерманський передній маяк            |       | Чорне море | Інкерман, Севастополь                 | 1821                    | UKR-063   |          |
| Інкерманський задній маяк              |       | Чорне море | Інкерман, Севастополь                 | 1821                    | UKR-031   |          |
| Маяк Артек                             |       | Чорне море | Гурзуф, Автономна Республіка Крим     | 1977                    |           |          |
| Ай-Тодорський маяк                     |       | Чорне море | Гаспра, Автономна Республіка Крим     | 1835                    | UKR-001   |          |
| Маяк Сарич                             |       | Чорне море | Сарич, Севастополь                    | 1898                    | UKR-015   |          |
| Херсонеський маяк                      |       | Чорне море | мис Херсонес, Севастополь             | 1816, rebuilt 1950-1951 | UKR-022   |          |
| Ялтинський маяк                        |       | Чорне море | Ялта, Автономна Республіка Крим       | 1908                    | UKR-034   |          |

### Керченський  район
| Назва                          | Зображення | Водойма            | Місце розташування                               | Рік  | ARLHS код | Примітки |
| ------------------------------ | ---------- | ------------------ | ------------------------------------------------ | ---- | --------- | -------- |
| Бурунський передній маяк       |            | Керченська протока | Керч, Автономна Республіка Крим                  | 1906 | UKR-006   |          |
| Бурунський задній маяк         |            | Керченська протока | Керч, Автономна Республіка Крим                  | 1906 | UKR-007   |          |
| Комиш-Бурунський передній маяк |            | Керченська протока | Керч, Автономна Республіка Крим                  | 1866 | UKR-021   |          |
| Чурбаський задній маяк         |            | Керченська протока | Керч, Автономна Республіка Крим                  | 1872 | UKR-110   |          |
| Киз-Аульський маяк             |            | Чорне море         | Керченський півострів, Автономна Республіка Крим | 1875 | UKR-013   |          |
| Чаудинський маяк               |            | Чорне море         | мис Чауда, Автономна Республіка Крим             | 1886 | UKR-008   |          |
| Іллінський маяк                |            | Чорне море         | Феодосія, Автономна Республіка Крим              | 1899 | UKR-010   |          |
| Маяк Меганом                   |            | Чорне море         | Меганом, Автономна Республіка Крим               | 1895 | UKR-014   |          |
| Рибачий маяк                   |            | Чорне море         | Рибаче, Автономна Республіка Крим                | 1968 | UKR-027   |          |
| Павлівський передній маяк      |            | Керченська протока | Керч, Автономна Республіка Крим                  | 1863 |           |          |
| Павлівський задній маяк        |            | Керченська протока | Керч, Автономна Республіка Крим                  | 1907 |           |          |
| Єні-Кальський маяк             |            | Керченська протока | Керч                                             |      | UKR-009   |          |
| Маяк Бирючий                   |            | Азовське море      | Бирючий острів, Херсонська область               | 1882 | UKR-005   |          |
| Генічеський маяк               |            | Азовське море      | Генічеськ, Херсонська область                    | 1883 | UKR-019   |          |
| Бердянський Верхній маяк       |            | Азовське море      | Бердянськ, Запорізька область                    | 1878 | UKR-004   |          |
| Бердянський Нижній маяк        |            | Азовське море      | Бердянськ, Запорізька область                    | 1838 | UKR-003   |          |
| Білосарайський маяк            |            | Азовське море      | Білосарайська коса, Донецька область             | 1836 | UKR-002   |          |

### Інші маяки
| Назва                     | Зображення | Водойма    | місце розташування | Рік  | ARLHS код | Примітки |
| ------------------------- | ---------- | ---------- | ------------------ | ---- | --------- | -------- |
| Джарилгацький старий маяк |            | Чорне море | Джарилгач          | 1902 |           |          |
| Джарилгацький маяк        |            | Чорне море | Джарилгач          |      |           |          |